# 乔瓦尼·洛代蒂
乔瓦尼·洛代蒂（義大利語：Giovanni Lodetti，1942年8月10日—2023年9月22日），意大利男子足球运动员，场上位置是中场。他曾代表意大利国家队参加1966年国际足联世界杯和1968年欧洲足球锦标赛。